# موريس هيولت
موريس هيولت (بالإنجليزية: Maurice Hewlett)‏ (22 يناير 1861 - 15 يونيو 1923)؛ كاتب، كاتب مسرحي، شاعر وروائي بريطاني.

## روابط خارجية
- موريس هيولت على موقع IMDb (الإنجليزية)
- موريس هيولت على موقع قاعدة بيانات برودواي على الإنترنت (الإنجليزية)